# Hvozdnice (Hradec Králové)
Hvozdnice é uma comuna checa localizada na região de Hradec Králové, distrito de Hradec Králové‎.